# Грасо (Варезе)
Грасо је насеље у Италији у округу Варезе, региону Ломбардија.
Према процени из 2011. у насељу је живело 62 становника. Насеље се налази на надморској висини од 573 м.